# Ботуш
Ботуши (от френски botte – обувка през румънски botuş) е вид обувки. Ботушите обхващат стъпалото и глезена на крака. Някои от тях имат ток, който е ясно отличим от останалата част на ходилото. Ботушите се отличават с еднородната си структура, като главно се изработват с горна част от кожа (естествена или изкуствена) или изцяло от гума. Ботушите представляват добра защита на крака от вода, сняг, кал, студ и наранявания, както и осигуряват допълнителна опора на глезена при интензивни натоварвания. Като всички обувки и ботушите са показателни за стил и мода.
Обикновено ботушите са кожени и дълги до коленете, но в много случаи дължината им варира. 

## Преносно значение
- Ботуша е нарицателно за целия Апенински полуостров и Италия, поради формата на сушата, наподобяваща ботуш.
- „Под ботуша“ е израз за потисничество.